# فینال جام باشگاه‌های آسیا ۹۰–۱۹۸۹
فینال جام باشگاه‌های آسیا ۹۰–۱۹۸۹ مسابقه فینال نهمین دوره جام باشگاه‌های آسیا بود که در سال ۱۹۹۰ برگزار شد و لیائونینگ با برتری برابر نیسان به مقام قهرمانی دست یافت.

## مسابقه
| نیسان | ۱–۲ | لیائونینگ |
| ----- | --- | --------- |
|       |     |           |

| لیائونینگ | ۱–۱ | نیسان |
| --------- | --- | ----- |
|           |     |       |